# S 보이스
S 보이스(S Voice)는 개인 비서이자 지식 내비게이터로서, 삼성 갤럭시 S III 이후 기기의 내장 애플리케이션으로만 사용이 가능하다. 이 애플리케이션은 자연 언어 사용자 인터페이스를 이용하여 질문에 답하고, 권고하며, 웹 서비스 집합에 요청을 위임함으로써 동작을 수행한다. 블링고라는 개인 비서에 기반을 둔다.
S 보이스의 기능에는 예약, 애플리케이션 열기, 알람 설정, 페이스북 및 트위터와 같은 소셜 네트워크 웹사이트 업데이트, 내비게이션 등이 포함된다.
또, S 보이스는 예를 들어 자동차 엔진을 시작할 때처럼 자동 활성화 기능들을 포함한 효율적인 멀티태스킹을 제공한다.
삼성 갤럭시 S8 이후의 제품군부터는 빅스비로 대체되었다.

## 같이 보기
- 시리 - 애플 iOS 장치를 위한 음성 비서
- 구글 나우 - 안드로이드 4.1 젤리빈의 비서

## 참조
1. ↑  Wollman, Dana (2012년 5월 3일). “Samsung announces SmartStay and S Voice features for the Galaxy S III”. Engadget. 2012년 5월 16일에 확인함.
2. ↑  Lunden, Ingrid (2012년 5월 3일). “Samsung: The Death Of The Spec Gives Way To The Birth Of The Human Touch”. TechCrunch. 2012년 5월 16일에 확인함.
3. ↑  “Samsung’s New S-Voice Is Just A Skinned Version Of Vlingo Labs Beta on Google Play”. 2012년 5월 24일에 원본 문서에서 보존된 문서. 2013년 5월 6일에 확인함.
4. ↑  “Samsung GALAXY S4”. CaCELL. 2013년 4월 16일에 원본 문서에서 보존된 문서. 2013년 4월 17일에 확인함.
5. ↑  Dolcourt, Jessie. “Samsung's S Voice Drive app might not suck (hands-on)”. Cnet. 2013년 4월 17일에 확인함.

| 이전 블링고 | S 보이스 | 이후 빅스비 |